# Asperula arvensis

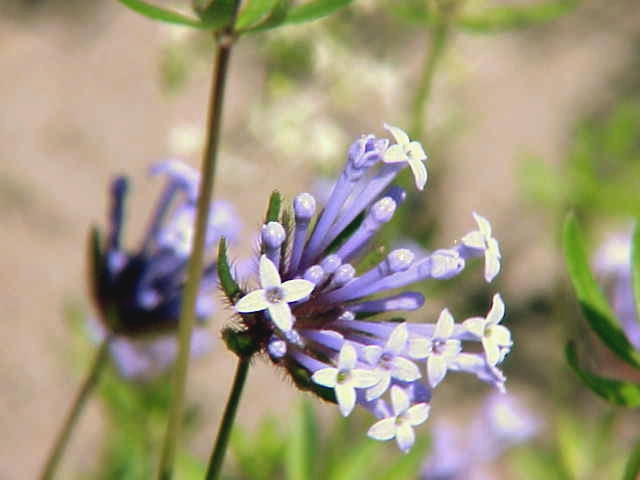
Detall de la flor

Asperula arvensis L., és una planta perenne dins la família rubiàcia. Es distingeix de la resta d'espècies del seu gènere pel fet de tenir les flors de color blau. És planta nadiua de la regió mediterrània i eurosiberiana, incloent-hi els Països Catalans. A Europa es distribueix pel sud del continent.

## Sinònims
- Galium sherardiiflorum E.H.L.Krause in Sturm, Deutschl. (1904).
- Galium arvense (L.) F.Herm. (1956).
- Asperula dubia Willd. ex Roem. i Schult. (1827).[1][2]